# Phaeoparia carrascoi
Phaeoparia carrascoi är en insektsart som beskrevs av Frédéric Carbonell 2002. Phaeoparia carrascoi ingår i släktet Phaeoparia och familjen Romaleidae. Inga underarter finns listade i Catalogue of Life.